# Большая Черёмуха
Больша́я Черёмуха — река в России, протекает в Сланцевском районе Ленинградской области. Берёт начало из сети осушительных каналов в болоте Тещинский мох к западу от города Сланцы. Устье реки находится в 55 км по правому берегу реки Нарва, чуть ниже деревни Отрадное. Длина реки — 13 км.

## Данные водного реестра
По данным государственного водного реестра России относится к Балтийскому бассейновому округу, водохозяйственный участок реки — Нарва, речной подбассейн реки — подбассейн отсутствует. Относится к речному бассейну реки Нарва (российская часть бассейна).